# Azà
Azà (en grec antic Ἀζᾶν) va ser, segons la mitologia grega, un rei de l'Arcàdia, fill d'Arcas i d'una dona que no era mortal, sinó una hamadríada anomenada Crisopelia.
Tenia dos germans de sang, Èlat i Afidant, i el seu pare havia tingut un altre fill de nom Autolau. Arcas va repartir el territori d'Arcàdia entre tos tres. Azà va rebre una regió que va prendre el nom d'Azània, que va poblar amb habitants de Frígia. Va tenir només un fill, de nom Clítor, que quan el seu pare va morir va instaurar en honor seu uns Jocs Fúnebres on hi havia competicions atlètiques, i entre d'altres, carreres de cavalls.